# 馬格拉

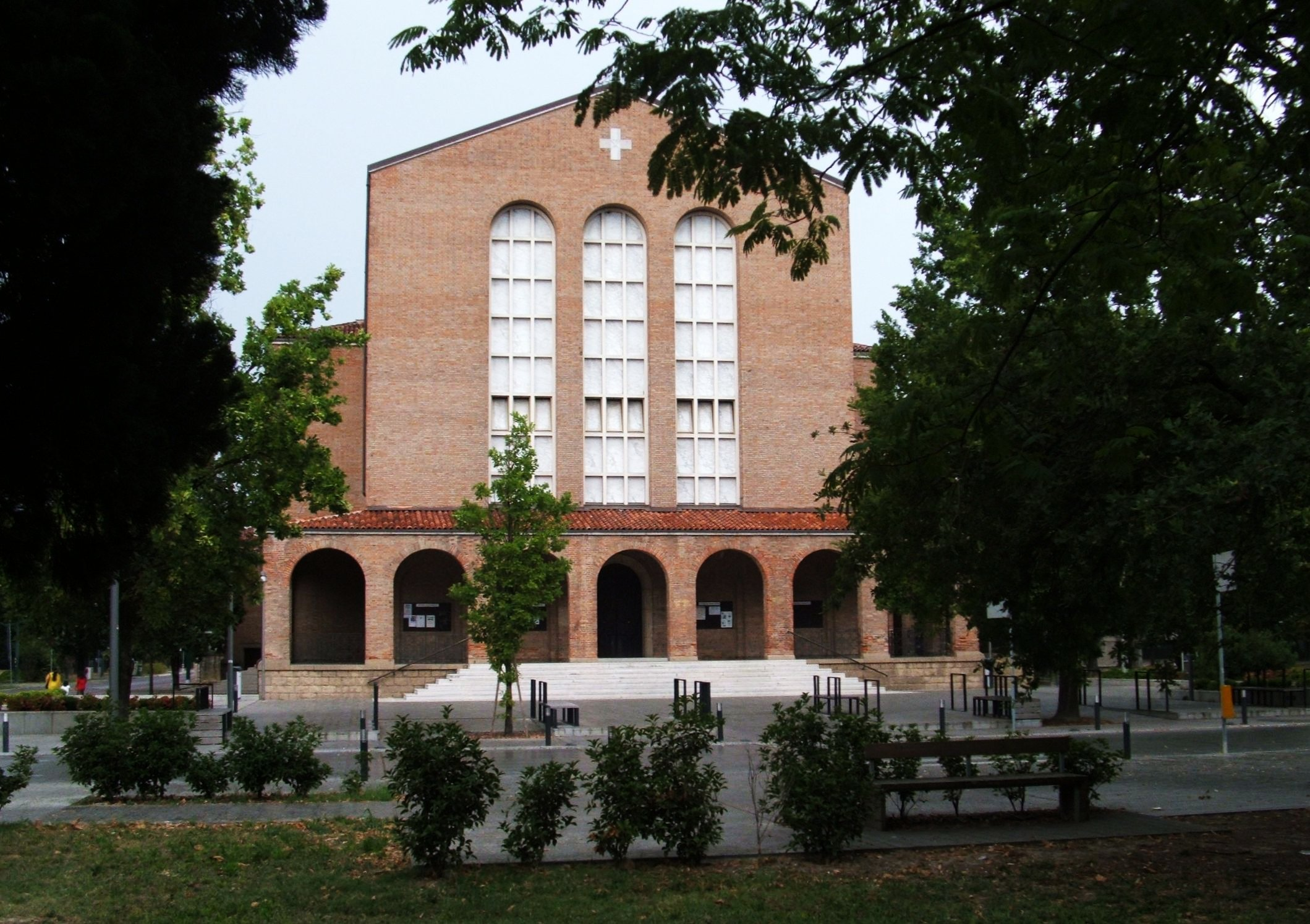
馬格拉聖安東尼奧教堂

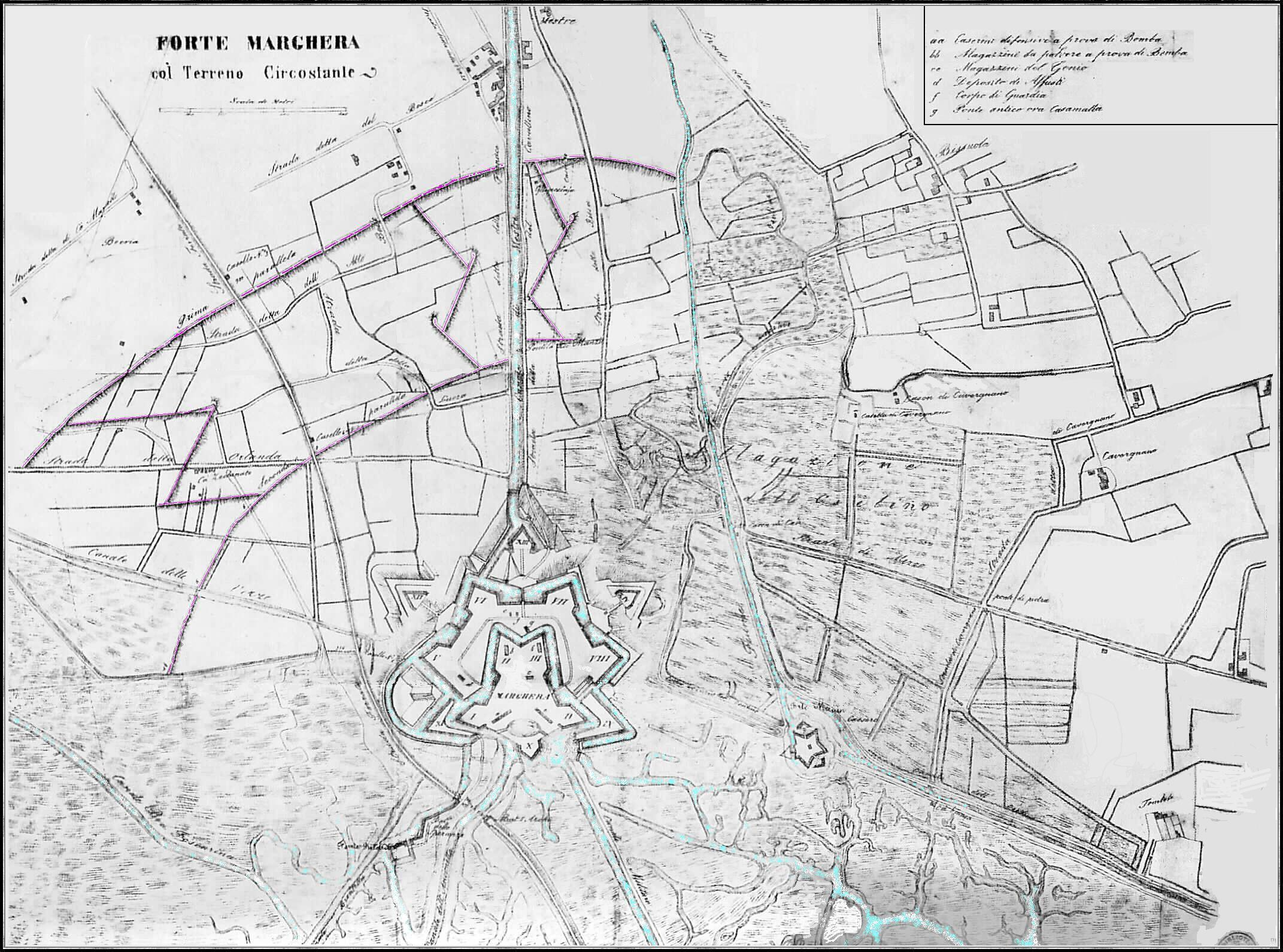
馬格拉地圖

馬格拉（義大利語：Marghera）是意大利威尼斯六個直轄市（municipalità）其中的一個，人口17,000。

## 歷史
馬格拉從前是近海的濕地（marine swamp），城鎮始建於1920年，當時為梅斯特雷的一部份，是一個商業和工業的港口。「馬格拉」於威尼斯方言意思是「曾經是海的地方」。

## 經濟
老鷹航空公司的總部設於馬格拉。

## 外部連結
- Official website （意大利文）
- Paolo Costantini; Gianfranco Mossetto. . Italy: Charta. 1997.

45°27′N 12°13′E / 45.450°N 12.217°E